# Adet
Adet (o Addiet Canna) è un centro abitato dell'Etiopia, situato nella Regione degli Amara.